# Isle of Man TT 1957
De Isle of Man TT 1957 (ook: Golden Jubilee TT) was de tweede Grand Prix van het wereldkampioenschap wegrace-seizoen 1957. De WK-races werden verreden van 3- tot en met 7 juni op het eiland Man. Opnieuw reden alle WK-klassen op Man.

## Algemeen
De term "Golden Jubilee TT" kwam door het vijftigjarig bestaan van de Isle of Man TT. De Senior TT en de Junior TT werden verreden op de 60 km-lange Mountain Course, de Lightweight TT, de Ultra-Lightweight TT en de Sidecar TT op de 18 km-lange Clypse Course. Daarvoor werd het circuit op woensdag 5 juni omgebouwd. Deze TT kostte het leven aan BSA-testrijder Charlie Salt. De Clubmans Junior TT en de Clubmans Senior TT waren afgeschaft.

### Senior TT
Vrijdag 7 juni, 8 ronden (486 km)
Gilera-coureur Geoff Duke was nog helemaal niet genezen van zijn blessures en op advies van Bob McIntyre werd de Australiër Bob Brown ingehuurd. Het weer op Man was perfect en al in de openingsronde, met staande start, haalde McIntyre een gemiddelde snelheid van 99,99 mph. Hij had toen al 39 seconden voorsprong op John Surtees met de MV Agusta. Uiteindelijk reed McIntyre een ronde van 101,12 mph, terwijl Surtees niet verder kwam dan 99 mph., 26 seconden langzamer. McIntyre won de race vóór Surtees en Bob Brown. Ter gelegenheid van het jubileum was dit de langste TT-race ooit: 486 km, waardoor de coureurs ruim drie uur onderweg waren. De grote Italiaanse merken lieten hun Italiaanse coryfeeën weer thuis: Umberto Masetti (MV Agusta), Alfredo Milani en de winnaar van de eerste race Libero Liberati (Gilera) kwamen niet aan de start.
| Pos | Coureur        | Merk       | Tijd      | Punten |
| --- | -------------- | ---------- | --------- | ------ |
| 1   | Bob McIntyre   | Gilera     | 3:02"57'0 | 8      |
| 2   | John Surtees   | MV Agusta  | 3:05"04'2 | 6      |
| 3   | Bob Brown      | Gilera     | 3:09"02'0 | 4      |
| 4   | Dickie Dale    | Moto Guzzi | 3:10"52'4 | 3      |
| 5   | Keith Campbell | Moto Guzzi | 3:14"10'2 | 2      |
| 6   | Alan Trow      | Norton     | 3:15"17'0 | 1      |
| 7   | Alistair King  | Norton     | 3:16"16'0 |        |
| 8   | Peter Murphy   | Matchless  | 3:16"47'6 |        |
| 9   | Jimmy Buchan   | Norton     | 3:17"50'6 |        |
| 10  | Roger Barker   | Norton     | 3:19"29'0 |        |
| 11  | Bernard Codd   | Norton     | 3:20"42'0 |        |
| 12  | Frank Fox      | Norton     | 3:20"59'0 |        |
| 13  | Keith Bryen    | Matchless  | 3:21"14'0 |        |
| 14  | Peter Davey    | Norton     | 3:22"15'6 |        |
| 15  | George Catlin  | Norton     | 3:22"24'8 |        |
| 16  | Derek Minter   | Norton     | 3:23"02'8 |        |
| 17  | George Costain | Norton     | 3:24"45'2 |        |
| 18  | Ken Tostevin   | Norton     | 3:25"25'0 |        |
| 19  | John Denton    | Norton     | 3:25"33'4 |        |
| 20  | John Anderson  | Norton     | 3:26"15'6 |        |
| 23  | Arthur Wheeler | Moto Guzzi | 3:28"20'4 |        |

| Coureur        | Merk   | Oorzaak |
| -------------- | ------ | ------- |
| Eric Hinton    | Norton |         |
| Walter Zeller  | BMW    |         |
| Charlie Salt   | BSA    | Val (†) |
| Dave Chadwick  | Norton |         |
| Percy Tait     | Norton |         |
| Jack Brett     | Norton |         |
| Ralph Rensen   | Norton |         |
| John Hempleman | Norton |         |

| Coureur           | Merk      | Oorzaak  |
| ----------------- | --------- | -------- |
| Ernst Hiller      | BMW       |          |
| Hans-Günter Jäger | BMW       |          |
| Geoff Duke        | Gilera    | Blessure |
| Terry Shepherd    | MV Agusta |          |
| Alfredo Milani    | Gilera    |          |
| Libero Liberati   | Gilera    |          |
| Umberto Masetti   | MV Agusta |          |

#### Top tien tussenstand 500cc-klasse
| Pos | Coureur         | Merk       | Ptn |
| --- | --------------- | ---------- | --- |
| 1   | Bob McIntyre    | Gilera     | 14  |
| 2   | Libero Liberati | Gilera     | 8   |
| 3   | Dickie Dale     | Moto Guzzi | 6   |
| 3   | John Surtees    | MV Agusta  | 6   |
| 5   | Bob Brown       | Gilera     | 4   |
| 5   | Walter Zeller   | BMW        | 4   |
| 7   | Keith Campbell  | Moto Guzzi | 2   |
| 7   | Terry Shepherd  | MV Agusta  | 2   |
| 9   | Ernst Hiller    | BMW        | 1   |
| 9   | Alan Trow       | Norton     | 1   |

### Junior TT
Maandag 3 juni, 7 ronden (425 km)
De Junior TT opende op maandag 3 juni de TT van Man en Bob McIntyre zette meteen de toon door zijn Gilera 350 4C naar de eerste plaats te sturen, bijna vier minuten voor Keith Campbell met zijn nu toch wel wat verouderde Moto Guzzi Monocilindrica 350. Bob Brown vervulde zijn invalrol bij Gilera door derde te worden. John Surtees verloor met zijn MV Agusta 350 4C bijna zes minuten op de winnaar.
| Pos | Coureur         | Merk       | Tijd      | Punten |
| --- | --------------- | ---------- | --------- | ------ |
| 1   | Bob McIntyre    | Gilera     | 2:46"50'2 | 8      |
| 2   | Keith Campbell  | Moto Guzzi | 2:50"29'8 | 6      |
| 3   | Bob Brown       | Gilera     | 2:51"38'2 | 4      |
| 4   | John Surtees    | MV Agusta  | 2:52"37'6 | 3      |
| 5   | Eric Hinton     | Norton     | 2:54"50'0 | 2      |
| 6   | Peter Murphy    | AJS        | 2:55"08'4 | 1      |
| 7   | Geoff Tanner    | Norton     | 2:55"37'6 |        |
| 8   | John Clark      | Moto Guzzi | 2:56"08'8 |        |
| 9   | Noel McCutcheon | AJS        | 2:58"22'2 |        |
| 10  | Alan Trow       | Norton     | 2:58"30'2 |        |
| 11  | Denis Christian | AJS        | 2:58"37'8 |        |
| 12  | Dennis Chapman  | Norton     | 3:00"10'8 |        |
| 13  | Keith Bryen     | AJS        | 3:10"14'0 |        |
| 14  | Derek Minter    | Norton     | 3:01"40'6 |        |
| 15  | Frank Fox       | Norton     | 3:04"20'8 |        |
| 16  | George Costain  | Norton     | 3:04"28'2 |        |
| 17  | Jimmy Buchan    | Norton     | 3:04"36'4 |        |
| 18  | Louis Carr      | AJS        | 3:04"38'4 |        |
| 19  | Arthur Wheeler  | Moto Guzzi | 3:04"49'4 |        |
| 20  | Bill Roberton   | Norton     | 3:04"59'0 |        |
| 23  | John Hempleman  | Norton     | 3:06"22'0 |        |
| 24  | Percy Tait      | Norton     | 3:06"23'0 |        |
| 31  | Charlie Salt    | BSA        | 3:10"03'0 |        |
| 53  | Ralph Rensen    | Norton     | 3:31"46'4 |        |

| Coureur       | Merk       | Oorzaak |
| ------------- | ---------- | ------- |
| Dave Chadwick | Velocette  |         |
| Jack Brett    | Norton     |         |
| John Hartle   | Norton     | Val     |
| Dickie Dale   | Moto Guzzi | Val     |

| Coureur          | Merk       | Oorzaak |
| ---------------- | ---------- | ------- |
| Helmut Hallmeier | NSU        |         |
| Adelmo Mandolini | Moto Guzzi |         |
| Alano Montanari  | MV Agusta  |         |
| Alfredo Milani   | Gilera     |         |
| Giuseppe Colnago | Moto Guzzi |         |
| Libero Liberati  | Gilera     |         |
| Umberto Masetti  | MV Agusta  |         |

#### Top tien tussenstand 350cc-klasse
| Pos | Coureur          | Merk       | Ptn |
| --- | ---------------- | ---------- | --- |
| 1   | Libero Liberati  | Gilera     | 8   |
| 1   | Bob McIntyre     | Gilera     | 8   |
| 3   | Keith Campbell   | Moto Guzzi | 6   |
| 3   | John Hartle      | Norton     | 6   |
| 5   | Bob Brown        | Gilera     | 4   |
| 5   | Helmut Hallmeier | NSU        | 4   |
| 7   | Umberto Masetti  | MV Agusta  | 3   |
| 7   | John Surtees     | MV Agusta  | 3   |
| 9   | Eric Hinton      | Norton     | 2   |
| 9   | Alano Montanari  | MV Agusta  | 2   |

## Clypse Course Races

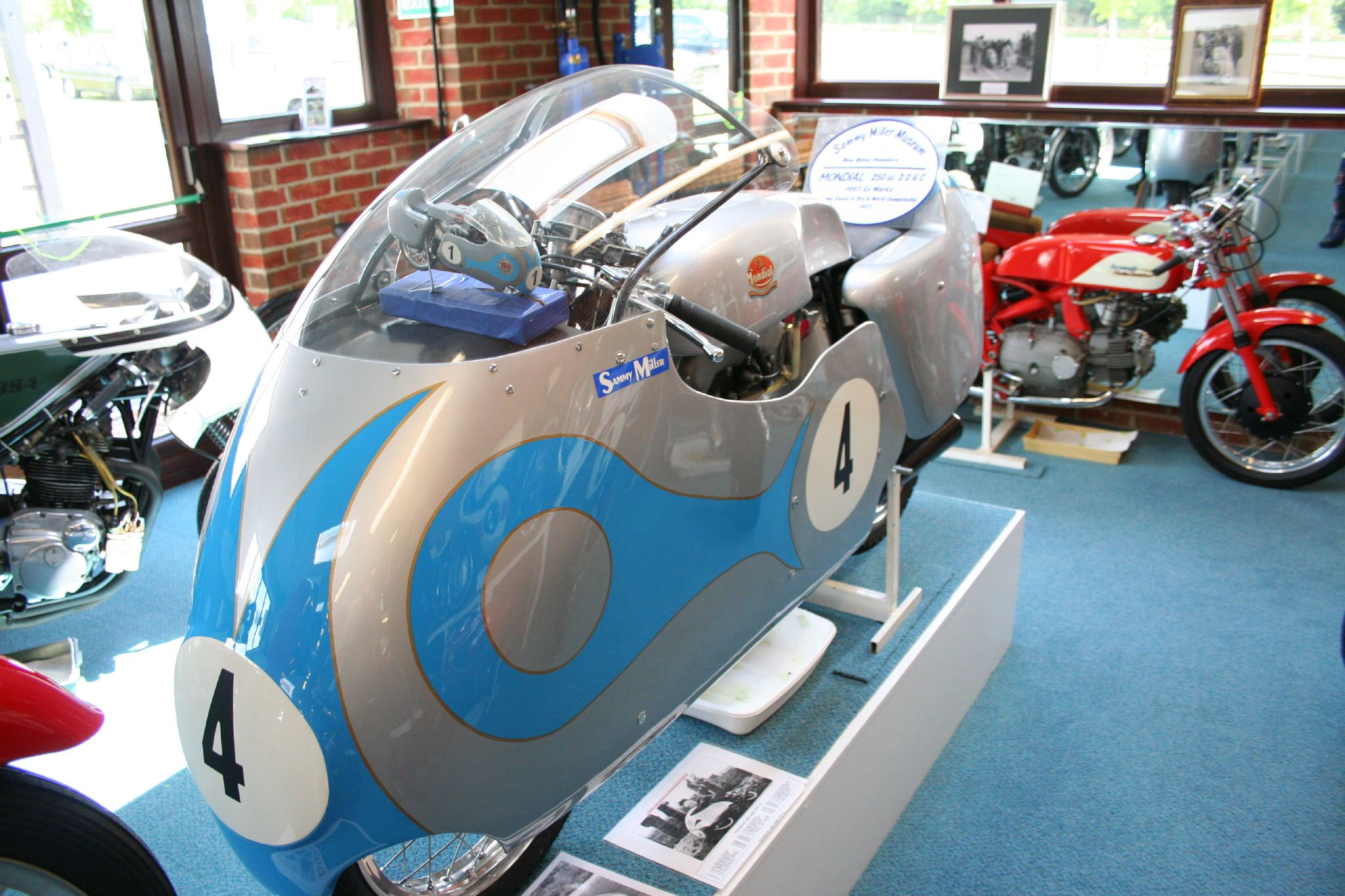
Sammy Miller's Mondial 250 Bialbero

### Lightweight TT
Woensdag 5 juni, 10 ronden (176 km)
Tarquinio Provini reed de snelste ronde, maar hij viel uit. Toen leek zijn Mondial-teamgenoot Sammy Miller te gaan winnen, maar in de allerlaatste bocht, Governor's Bridge viel hij, waardoor de overwinning naar de derde Mondial-coureur Cecil Sandford ging. Miller kon zijn machine wel nog oprapen en werd vijfde, achter de MV Agusta's van Luigi Taveri en Roberto Colombo en de ČZ van František Bartoš.
| Pos | Coureur           | Merk        | Tijd      | Punten |
| --- | ----------------- | ----------- | --------- | ------ |
| 1   | Cecil Sandford    | Mondial     | 1:25"25'4 | 8      |
| 2   | Luigi Taveri      | MV Agusta   | 1:27"12'4 | 6      |
| 3   | Roberto Colombo   | MV Agusta   | 1:27"21'8 | 4      |
| 4   | František Bartoš  | ČZ          | 1:29"22'4 | 3      |
| 5   | Sammy Miller      | Mondial     | 1:30"47'0 | 2      |
| 6   | Dave Chadwick     | MV Agusta   | 1:32"28'0 | 1      |
| 7   | Jiří Koštír       | ČZ          | 1:33"42'2 |        |
| 8   | Arthur Wheeler    | Moto Guzzi  | 1:33"57'4 |        |
| 9   | Florian Camathias | NSU         | 1:35"27'0 |        |
| 10  | Michael O'Rourke  | MV Agusta   | 1:35"41'8 |        |
| 11  | David Andrews     | NSU         | 1:35"48'0 |        |
| 12  | František Šťastný | Jawa        | 1:36"02'6 |        |
| 13  | J. Horne          | NSU         | 1:36"55'6 |        |
| 14  | J. Baugn          | Moto Guzzi  | 1:37"33'6 |        |
| 15  | Bill Smith        | Velocette   | 1:37"57'6 |        |
| 16  | J. Clark          | IFT-Norton  | 1:38"00'2 |        |
| 17  | Fron Purslow      | NSU         | 1:38"48'2 |        |
| 18  | A. Jones          | LMA-Special | 1:41"23'0 |        |
| 19  | D. Edlin          | EMC         | 1:42"13'0 |        |
| 20  | Frank Cope        | Norton      | 1:42"16'0 |        |

| Coureur           | Merk      | Oorzaak |
| ----------------- | --------- | ------- |
| Bob Brown         | NSU       |         |
| Carlo Ubbiali     | MV Agusta |         |
| Tarquinio Provini | Mondial   |         |
| Ralph Rensen      | Velocette |         |

| Coureur            | Merk       | Oorzaak |
| ------------------ | ---------- | ------- |
| Günter Beer        | Adler      |         |
| Helmut Hallmeier   | NSU        |         |
| John Hartle        | REG        |         |
| Sammy Hodgins      | Velocette  |         |
| Tommy Robb         | NSU        |         |
| Alano Montanari    | Moto Guzzi |         |
| Enrico Lorenzetti  | Moto Guzzi |         |
| Fortunato Libanori | MV Agusta  |         |
| Remo Venturi       | MV Agusta  |         |

#### Top negen tussenstand 250cc-klasse
(Slechts negen coureurs hadden al punten gescoord)
| Pos | Coureur           | Merk       | Ptn |
| --- | ----------------- | ---------- | --- |
| 1   | Cecil Sandford    | Mondial    | 12  |
| 2   | Roberto Colombo   | MV Agusta  | 10  |
| 3   | Luigi Taveri      | MV Agusta  | 8   |
| 3   | Carlo Ubbiali     | MV Agusta  | 8   |
| 5   | František Bartoš  | ČZ         | 3   |
| 5   | Enrico Lorenzetti | Moto Guzzi | 3   |
| 7   | Sammy Miller      | Mondial    | 2   |
| 8   | Dave Chadwick     | MV Agusta  | 1   |
| 8   | Helmut Hallmeier  | NSU        | 1   |

### Ultra-Lightweight TT
Woensdag 5 juni, 10 ronden (176 km)
Tarquinio Provini reed ook in de 125cc-race de snelste ronde, maar nu scoorde hij ook zijn eerste WK-overwinning, voor de MV Agusta-rijders Carlo Ubbiali en Luigi Taveri.
| Pos | Coureur           | Merk      | Tijd      | Punten |
| --- | ----------------- | --------- | --------- | ------ |
| 1   | Tarquinio Provini | Mondial   | 1:27"51'0 | 8      |
| 2   | Carlo Ubbiali     | MV Agusta | 1:28"25'0 | 6      |
| 3   | Luigi Taveri      | MV Agusta | 1:30"37'8 | 4      |
| 4   | Sammy Miller      | Mondial   | 1:30"38'4 | 3      |
| 5   | Cecil Sandford    | Mondial   | 1:30"38'6 | 2      |
| 6   | Roberto Colombo   | MV Agusta | 1:30"53'0 | 1      |
| 7   | František Bartoš  | ČZ        | 1:38"25'4 |        |
| 8   | Michael O'Rourke  | MV Agusta | 1:41"52'2 |        |
| 9   | D. Edlin          | MV Agusta | 1:41"54'4 |        |
| 10  | D. Allen          | Mondial   | 1:41"57'4 |        |
| 11  | Bill Webster      | MV Agusta | 1:46"01'0 |        |
| 12  | L. Tinker         | MV Agusta | 1:47"51'8 |        |

| Coureur       | Merk      | Oorzaak |
| ------------- | --------- | ------- |
| Bill Maddrick | MV Agusta |         |
| Dave Chadwick | MV Agusta |         |

| Coureur            | Merk      | Oorzaak |
| ------------------ | --------- | ------- |
| Ernst Degner       | MZ        |         |
| Horst Fügner       | MZ        |         |
| Fortunato Libanori | MV Agusta |         |
| Guido Sala         | Mondial   |         |
| Remo Venturi       | MV Agusta |         |

#### Top acht tussenstand 125cc-klasse
(Slechts acht coureurs hadden al punten gescoord)
| Pos | Coureur           | Merk      | Ptn |
| --- | ----------------- | --------- | --- |
| 1   | Tarquinio Provini | Mondial   | 14  |
| 1   | Carlo Ubbiali     | MV Agusta | 14  |
| 3   | Luigi Taveri      | MV Agusta | 6   |
| 4   | Roberto Colombo   | MV Agusta | 5   |
| 5   | Horst Fügner      | MZ        | 3   |
| 5   | Sammy Miller      | Mondial   | 3   |
| 7   | Cecil Sandford    | Mondial   | 2   |
| 8   | Ernst Degner      | MZ        | 1   |

### Sidecar TT
Woensdag 5 juni, 10 ronden (176 km)
Dat BMW oppermachtig was, was inmiddels geen verrassing meer, ondanks het feit dat de coureurs geen fabriekssteun meer kregen. Fritz Hillebrand en Manfred Grunwald wonnen met een ruime voorsprong, maar ze hadden dan ook het ronderecord en het racerecord gebroken.
| Pos | Coureur           | Bakkenist          | Merk    | Tijd      | Punten |
| --- | ----------------- | ------------------ | ------- | --------- | ------ |
| 1   | Fritz Hillebrand  | Manfred Grunwald   | BMW     | 1:30"03'4 | 8      |
| 2   | Walter Schneider  | Hans Strauß        | BMW     | 1:30"54'8 | 6      |
| 3   | Florian Camathias | Jules Galliker     | BMW     | 1:32"18'2 | 4      |
| 4   | Jackie Beeton     | Charles Billingham | Norton  | 1:36"40'2 | 3      |
| 5   | Charlie Freeman   | T. Leek            | Norton  | 1:39"53'2 | 2      |
| 6   | Peter Woollett    | M. Candy           | Norton  | 1:41"50'0 | 1      |
| 7   | Ernie Young       | D. Young           | Triumph | 1:45"20'8 |        |
| 8   | V. Rowlands       | D. Alcock          | Norton  | 1:45"46'2 |        |
| 9   | Derek Yorke       | G. Tyler           | Norton  | 1:46"45'6 |        |
| 10  | G. Humby          | G. Deakin          | Norton  | 1:47"16'0 |        |
| 11  | D. Saywood        | L. White           | Norton  | 1:48"39'0 |        |
| 12  | F. Taylor         | B. Simpson         | Norton  | 1:48"55'8 |        |
| 13  | Owen Greenwood    | Onbekend           | Norton  | 1:49"40'0 |        |
| 14  | Bill Beevers      | Jeff Mundy         | Norton  | 1:51"06'0 |        |

| Coureur       | Bakkenist          | Merk   | Oorzaak |
| ------------- | ------------------ | ------ | ------- |
| Jacques Drion | Inge Stoll-Laforge | BMW    |         |
| Cyril Smith   | Eric Bliss         | Norton |         |
| Pip Harris    | Ray Campbell       | Norton |         |

| Coureur           | Bakkenist       | Merk   | Oorzaak |
| ----------------- | --------------- | ------ | ------- |
| Edgar Strub       | Mick Woollett   | Norton |         |
| Fritz Scheidegger | Horst Burkhardt | BMW    |         |
| Josef Knebel      | Rolf Amfaldern  | BMW    |         |
| Loni Neußner      | Dieter Hess     | BMW    |         |
| Werner Großmann   | Alfred Schmidt  | Norton |         |
| Marcel Beauvais   | André Coudert   | Norton |         |
| Albino Milani     | Rossano Milani  | Gilera |         |

#### Top negen tussenstand zijspanklasse
(Slechts negen combinaties hadden al punten gescoord)
| Pos | Coureur           | Bakkenist                    | Merk   | Ptn |
| --- | ----------------- | ---------------------------- | ------ | --- |
| 1   | Fritz Hillebrand  | Manfred Grunwald             | BMW    | 16  |
| 2   | Walter Schneider  | Hans Strauß                  | BMW    | 12  |
| 3   | Florian Camathias | Jules Galliker               | BMW    | 7   |
| 4   | Josef Knebel      | Rolf Amfaldern               | BMW    | 4   |
| 5   | Jackie Beeton     | Charles Billingham           | Norton | 3   |
| 6   | Charlie Freeman   | John Chisnell                | Norton | 2   |
| 6   | Loni Neußner      | Dieter Hess                  | BMW    | 2   |
| 8   | Cyril Smith       | Stanley Dibben en Eric Bliss | Norton | 1   |
| 8   | Peter Woollett    | George Loft                  | Norton | 1   |

1907 · 1908 · 1909 · 1910 · 1911 · 1912 · 1913 · 1914 · Eerste Wereldoorlog · 1920 · 1921 · 1922 · 1923 · 1924 · 1925 · 1926 · 1927 · 1928 · 1929 · 1930 · 1931 · 1932 · 1933 · 1934 · 1935 · 1936 · 1937 · 1938 · 1939 · Tweede Wereldoorlog · 1947 · 1948 · 1949 · 1950 ·1951 · 1952 · 1953 · 1954 · 1955 · 1956 · 1957 · 1958 · 1959 · 1960 · 1961 · 1962 · 1963 · 1964 · 1965 · 1966 · 1967 · 1968 · 1969 · 1970 · 1971 · 1972 · 1973 · 1974 · 1975 · 1976 · 1977 · 1978 · 1979 · 1980 · 1981 · 1982 · 1983 · 1984 · 1985 · 1986 · 1987 · 1988 · 1989 · 1990 · 1991 · 1992 · 1993 · 1994 · 1995 · 1996 · 1997 · 1998 · 1999 · 2000 · 2002 · 2003 · 2004 · 2005 · 2006 · 2007 · 2008 · 2009 · 2010 · 2011 · 2012 · 2013 · 2014